# Neonatologia

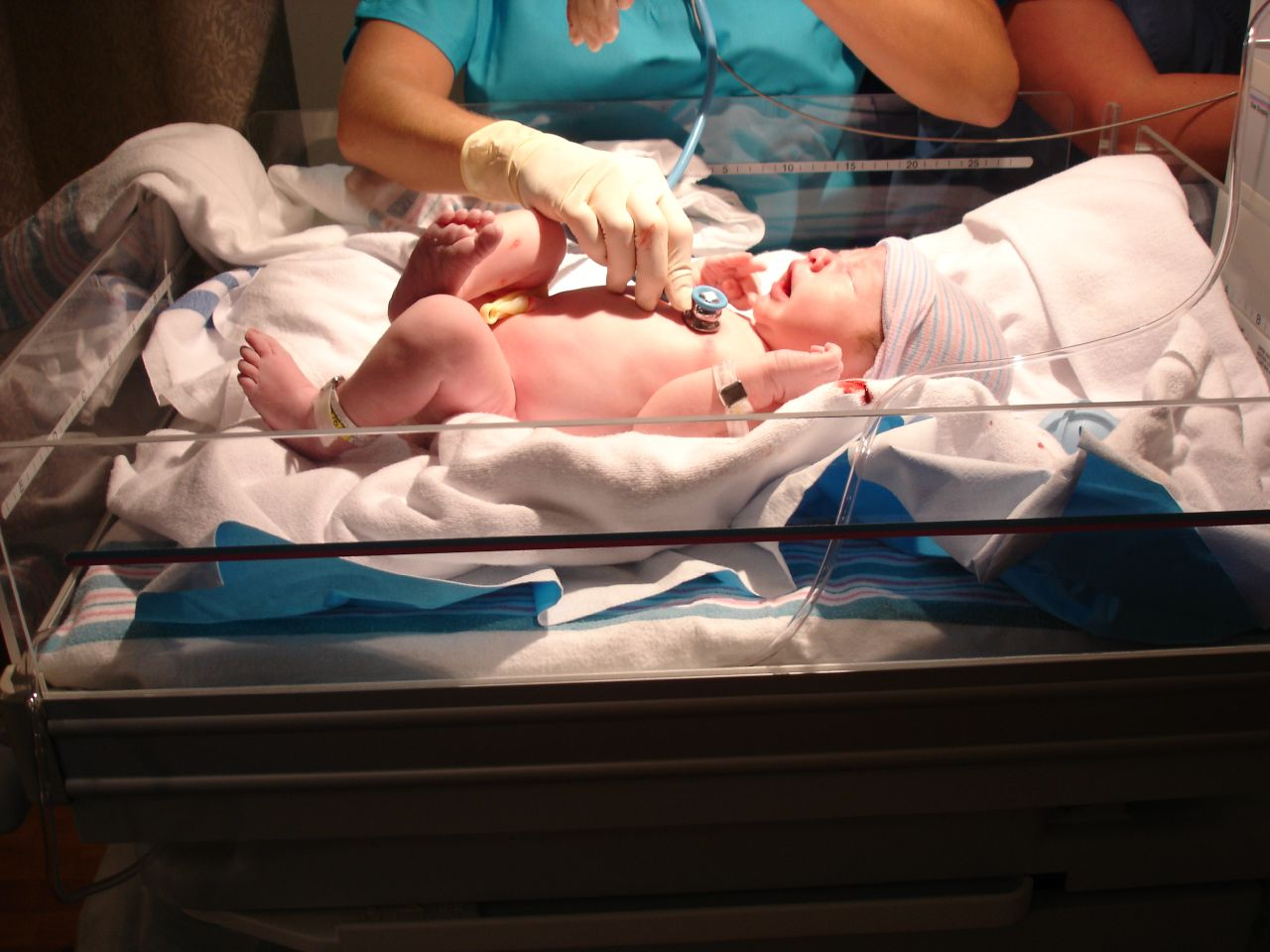
Dottori che fanno una visita ad un reparto di neonatologia.

La neonatologia è quella branca della pediatria che si occupa della terapia medica dei neonati, in particolare delle malattie neonatali e delle nascite premature. È una specialità che si esercita in ospedale ed è di solito praticata nelle unità di cura intensiva neonatale.
I principali pazienti dei neonatologi sono bambini appena nati che sono malati o che hanno bisogno di cure mediche specialistiche a causa della nascita prematura, basso peso alla nascita, ritardo di crescita intrauterino, malformazione congenita (difetto di nascita), sepsi, o asfissia neonatale.
Una concezione più estesa considera lo sviluppo fisico e psichico, normale o patologico, del neonato (psicologia perinatale).

## Storia
Mentre un alto numero di mortalità infantile fu riconosciuto dalla British medical community già dal 1860, la moderna cura intensiva neonatale è una disciplina di recente innovazione. Nel 1898 il Dr. Joseph B. DeLee creò la prima incubatrice per i bambini prematuri a Chicago, Illinois. Il primo testo americano riguardante la cura dei nati prematuri fu pubblicato nel 1922. Nel 1952 la dottoressa Virginia Apgar descrisse l'APGAR score un sistema a punteggio per la valutazione delle condizioni fisiche dei nuovi nati. Ma fu solo nel 1965 che fu aperta la prima sezione di cura intensiva neonatale presso New Haven, Connecticut e nel 1975 l'associazione pediatrica americana stabilì dei criteri per la certificazione della neonatologia.
Gli anni sessanta portarono ad una rapida escalation nei servizi neonatali grazie all'avvento della ventilazione meccanica per i neonati. Questo permise la sopravvivenza dei bimbi nati prematuramente e di piccole dimensioni. Negli anni ottanta, lo sviluppo della tecnologia e l'avvento di incubatori innovativi permise la sopravvivenza di bambini molto prematuri e fece decrescere i problemi relativi alla displasia broncopolmonare, una delle complicazioni connesse alla ventilazione meccanica. Alla data del 2006 i neonati che pesano 450 grammi e hanno compiuto le 22 settimane di gestazione hanno una piccola possibilità di sopravvivenza. Nelle moderne unità di neonatologia, i neonati che pesano 1000 grammi e hanno 27 settimane di gestazione hanno approssimativamente la possibilità di sopravvivere nel 90% dei casi e la maggior parte di loro ha un normale sviluppo neurologico.

## Organizzazione delle cure neonatali in Italia
In Italia si fornisce assistenza specializzata al neonato nelle UTIN (Unità di Terapia Intensiva Neonatale) secondo i livelli assistenziali definiti dalla Società Italiana di Neonatologia e dalla Società Italiana di Medicina Perinatale.

### Primo livello
Sono strutture con meno di 1000 nascite all'anno e possono solo erogare le prestazioni base a neonati che permangono in ospedale per meno di 3 giorni. Queste strutture devono:
- garantire la rianimazione nei casi necessari;
- valutare e fornire le cure neonatali ai bambini sani;
- stabilizzare e curare i bambini nati tra la 35ª e la 37ª settimana di gestazione (pretermine tardivo) che permangono fisiologicamente stabili;
- stabilizzare i neonati malati e quelli nati prima della 35ª settimana di gestazione, fino al trasferimento presso una struttura che può fornire un livello adeguato di assistenza.

### Secondo livello
Sono centri dove nascono almeno 1000 bambini all'anno che sono in grado di erogare cure più specialistiche:
- assistenza a bambini di peso alla nascita superiore ai 1500 gr ma nati oltre le 32 settimane di gestazione;
- cura di bambini convalescenti provenienti da centri di terzo livello;
- rianimazione e stabilizzazione di bambini pretermine e/o malati prima del trasferimento presso una terapia intensiva neonatale.

### Terzo livello
Sono centri provvisti di macchinari in grado di monitorizzare la funzione cerebrale, cardiovascolare, respiratoria e di strumenti di diagnostica come Risonanze magnetiche e TAC.

#### Terzo livello A
- Assistenza a bambini nati dopo le 28 settimane di gestazione e che pesano più di 1000 gr;
- Ventilazione meccanica;
- Esecuzione di interventi di chirurgia di base.

#### Terzo livello B
- Assistenza ad ogni neonato indipendentemente dal peso e dall'età gestazionali con limiti inferiori definiti dall'attuale etica medica per evitare forme di accanimento (linee guida della SIN-Società Italiana di Neonatologia);
- Supporto respiratorio avanzato come la High frequency ventilation e l'inalazione di ossido nitrico;
- Accesso a numerosi specialisti pediatrici;
- Diagnostica per immagini comprensiva di ecografia, TC, RM.

#### Terzo livello C
- Ha le stesse caratteristiche del livello 3B ma deve avere la possibilità di fornire un supporto tramite circolazione extracorporea e deve poter garantire la riparazione chirurgica delle malformazioni cardiache congenite.

## Training accademico
Un neonatologo è un medico che pratica la neonatologia; ha una laurea in medicina (6 anni) ed una specializzazione in pediatria (5 anni).

### Competenze
Il neonatologo non è uno specialista d'organo, ma d'età. 
La principale causa di accesso ad una terapia intensiva neonatale è la nascita pretermine; in secondo luogo, si riconoscono la sepsi e le infezioni neonatali, le sindromi malformative, l'asfissia perinatale ed il post operatorio in età neonatale.
L'assistenza medica più elevata viene erogata dai centri ospedalieri di terzo livello. I neonati vengono seguiti sia nella fase acuta della patologia (in Terapia Intensiva Neonatale) che nelle cronicità (in day hospital).
Esistono in Italia centri universitari presso i quali pediatri, ma anche anestesisti, possono conseguire un master della durata di 1 anno in neonatologia.

## Patologie
Sono molte le patologie che interessano i neonati:

### Sistema nervoso
- Leucomalacia periventricolare

### Apparato respiratorio
- Atresia delle coane
- Sindrome da distress respiratorio del neonato
- Ernia diaframmatica

### Apparato cardiocircolatorio
- Cardiopatie congenite

### Apparato digerente
- Enterocolite necrotizzante
- Ileo da meconio
- Sindrome da tappo di meconio
- Stenosi ipertrofica del piloro
- Atresia esofagea

### Sistema endocrino
- Iperplasia surrenale congenita

### Apparato locomotore
- Displasia dell'anca
- Piede torto congenito

### Malattie infettive
- Infezioni da Streptococco di gruppo B
- Infezioni da Escherichia coli K1

### Apparato genitale
- Criptorchidismo